# Брахион
Брахион (лат. Brachionus) — род планктонных коловраток из семейства Brachionidae отряда Ploima, обитающих в морских, солоноватых и пресных водах. Представители рода отличаются широким сплюснутым и зазубренным на переднем краю панцирем, непарным глазом поблизости осязательной трубочки и длинной кольчатой ногой. Подобно многим другим коловраткам, способны переносить высыхание.